# Giustino (Händel)
Giustino (HWV 37) es una ópera en tres actos de Georg Friedrich Handel. El libreto en italiano fue adaptado del Giustino de Pietro Pariati, que a su vez estaba basado en Il Giustino de Nicolo Beregan.
La ópera se estrenó en el Covent Garden en Londres el 16 de febrero de 1737 y se representó en ocho ocasiones más. También se representó en Brunswick en agosto de 1741. La primera representación moderna tuvo lugar en Abingdon-on-Thames el 21 de abril de 1963. También la representó Harry Kupfer en 1985, en la Komische Oper de Berlín.[cita requerida]
En las estadísticas de Operabase aparece con sólo una representación en el período 2005-2010.